# Рындзюнская, Марина Давыдовна
Марина Давыдовна (Матильда Давидовна) Рындзюнская (6 января 1877 года, Петрозаводск — 10 мая 1946 года, Москва) — русский и советский скульптор монументального характера, впитавший традиции европейского и отечественного дореволюционного искусства и представивший в своем творчестве собственный пластический образ советского человека. Педагог, примыкала к объединению «Мир искусства», после революции 1917 года являлась одним из основателей «Общества русских скульпторов».

## Биография
Родилась 6 января 1877 года в Петрозаводске, в семье статского советника Давида Антоновича Рындзюнского (1845 — после 1906), уроженца Вильны из еврейской купеческой семьи. В 1892 году семья переехала в Астрахань, где в Мариинской женской гимназии Марина не только продолжила образование, но получила первые навыки изобразительного искусства. Рисунок и живопись  в гимназии преподавал Павел Власов. В 1896 году он организовал художественный кружок, а затем художественные и рисовально-технические классы, которые  посещала и Рындзюнская.
По совету П.А. Власова  в 1898 году Рындзюнская приезжает в Москву, чтобы продолжить там художественное образование. С 1898 по 1901 год она училась в Строгановское училище, затем была принята в Московское училище живописи, ваяния и зодчества на живописное отделение к А.Е. Архипенко и Л.О. Пастернаку, но вскоре перешла в мастерскую выдающегося скульптора Сергея Михайловича Волнухина, где подружилась со своим сокурсником Степаном Эрьзей. Параллельно занималась в студии Елизаветы Званцевой у Валентина Серова, Константина Коровина и Анны Голубкиной.
Закончив учёбу в Москве, осенью 1910 года Рындзюнская приехала в Париж, где жила и работала полгода. 
По совету своих преподавателей я никуда не поступаю учиться. Я смотрю, дышу и вбираю…
Здесь она познакомилась со скульптурой Огюста Родена и Э. Бурделя, которая произвела на неё сильное впечатление, и с лучшими образцами египетского и восточного искусства в парижских музеях. В Париже Рындзюнская приняла участие в первой для себя выставке, представив свои работы из камня — «Человек» и «Голова женщины».
В 1912 году вернулась в Россию, где много работала творчески, принимала активное участие в выставках «Мира искусства», общества художников «Свободное искусство» и союза русских художников, успевала преподавать лепку в частной женской гимназии Марии Густавовны Брюхоненко (Столовый переулок, 10). В 1915 году 3-я Московская гимназия выдала Рындзюнской свидетельство о присвоении ей звания учительницы чистописания. В эти годы Рындзюнская жила на Остоженке, д. 6, кв. 1 (дом не сохранился).
В предреволюционные годы Рындзюнская создаёт скульптурный портрет балерины Софьи Фёдоровой (1912), скульптуры «Девушка с барашком» (1913), «Сбор винограда» (1916).
После революции 1917 года Рындзюнская участвовала в реализации Ленинского плана монументальной пропаганды. В рамках этой программы она создала ряд произведений, среди которых проекты памятников композитору М.П. Мусоргскому для Московской консерватории, Алишеру Навои и Абаю.

В начале 1920-х годов Рындзюнская преподавала в школе № 24 (Хлебный переулок, 2), о чём вспоминала её ученица Евгения Гутнова: 
«Кроме того, нас обучали рисованию. Это делала сидевшая тогда без средств Матильда Ивановна Рындзюнская, прекрасный, талантливый, впоследствии известный скульптор. В высшей степени интеллигентная, добрая и, как потом оказалось, очень нас любившая, она, однако, оказалась неопытным педагогом. Мы же были слишком глупы, чтобы оценить ее талант и, зная о ее беззащитности, издевались над ней сколько могли, так что наши уроки рисования представляли собой сплошной хаос с невероятным шумом, гамом, беготней, драками, в то время как бедная «Матильда» беспомощно сидела за столом, не в силах навести в классе элементарный порядок».
В 1925 году в числе 11 скульпторов Рындзюнская приняла участие в масштабной выставке «Объединённое искусство», проходившей в Историческом музее.

## Общество русских скульпторов
В 1926 году Рындзюнская стала сооснователем Общества русских скульпторов (ОРС) — одного из самых значимых художественных объединений 1920-х годов. Официальным адресом правления ОРС значился Большой Козихинский переулок, дом 8, квартира 3 (мастерская А. Н. Златовратского, мужа Марины Рындзюнской). Собрания же общества проходили по средам в мастерской самой Рындзюнской на улице Воровского, 30, где зачитывались и обсуждались доклады по проблемам скульптуры, спорили об искусстве, готовились к выставкам, мечтали.
Орсовцы собирались в мастерской у Рындзюнской на улице Воровского. Эта мастерская была одновременно и квартирой: к большой рабочей комнате примыкала маленькая жилая. Собирались вечерами. Рындзюнская готовила чай, покупала традиционные сушки — орсовцы называли Марину Давыдовну «няней».
За время своего существования ОРС успело устроить всего четыре выставки, проходившие на разных площадках Москвы: 1926 — ГИМ, 1927 — Музей Революции, 1929 — ГМИИ, 1931 — ГМИИ. На каждой из них Рындзюнская представляла свои работы, среди них: «Материнство», «Шанцер–Марат», «Знамя», «Девушка-рязанка».
В 1926 году М.Д. Рындзюнская одна из первых получила заказ на создание портрета И.В. Сталина. Заказ поступил к ней от Музея Революции СССР. Сначала она лепила портрет по фотографиям, а затем, благодаря личному знакомству с Надеждой Аллилуевой, с натуры.
В своих воспоминаниях Рындзюнская так описывала внешность Иосифа Сталина:
Точно вылитая из одного металла, с торсом, сильно развитой шеей голова, со спокойным твёрдым лицом… Сила, до отказа поражающая и захватывающая, с крепко сидящей головой, которая не представляешь себе, чтобы могла повернуть направо и налево, только прямо и только вперёд.
Бюст был выставлен на второй выставке Общества русских скульпторов в 1927 году.
В 1929 году Рындзюнская приняла участие в «Художественно-кустарной выставке СССР» в Нью-Йорке, Филадельфии, Бостоне и Детройте.

## 1930-е гг.

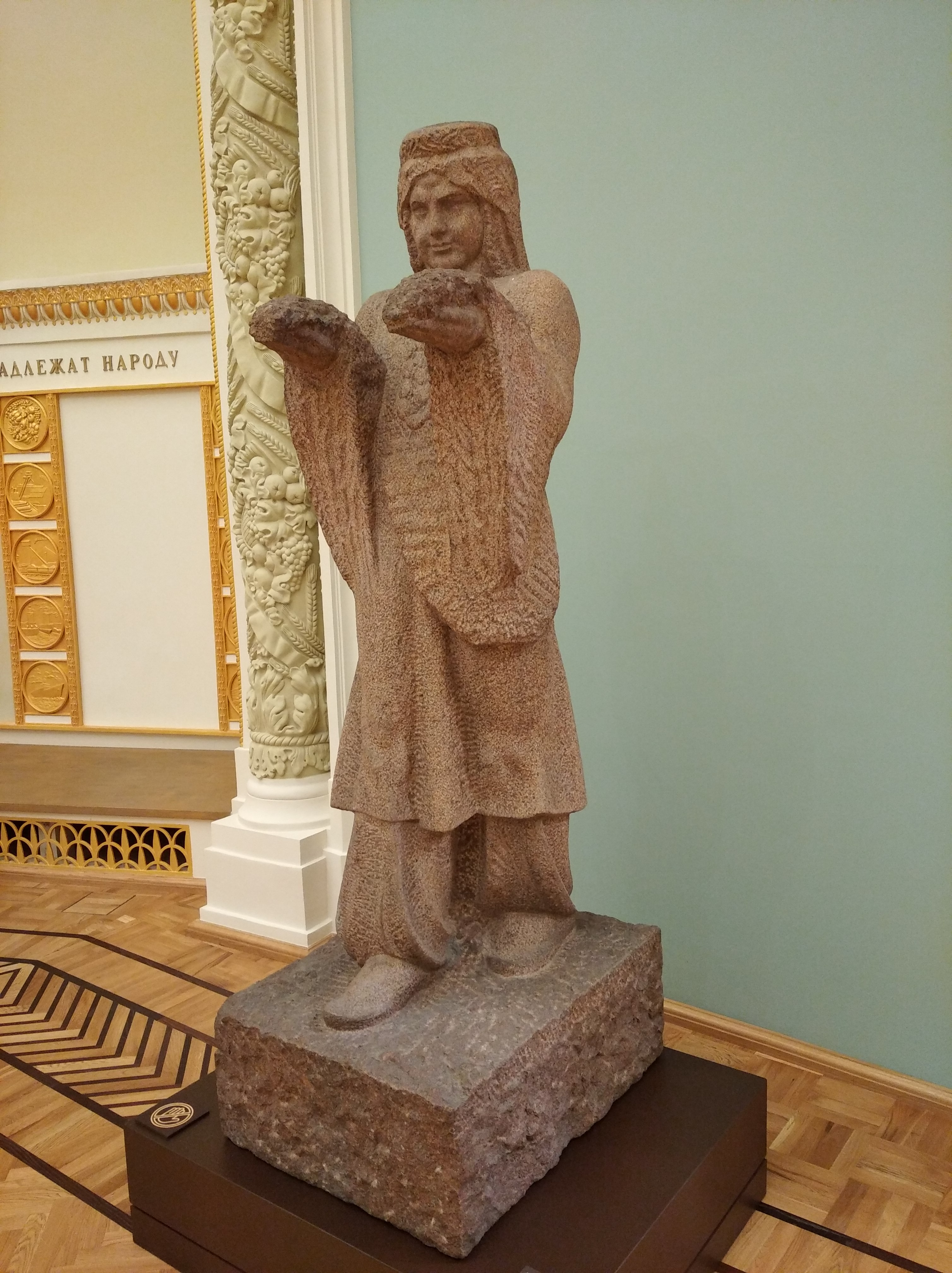
Юная стахановка хлопковых полей Мамлакат Нахангова

В 1933 году в ГМИИ открылась выставка «Художники РСФСР за ХV лет (1917—1932)», в экспозиции которой были произведения М.Д. Рындзюнской.
В это же время Рындзюнская входила в состав группы скульпторов под руководством Александра Златовратского, занимающихся реставрацией парковых скульптур в усадьбе Архангельское, переданной под санаторий Наркомата обороны. Известный физик Л.Г. Мищенко, проходивший школьную практику на этих работах, вспоминал:
...Мы мыли и чистили щетками и деревянными палочками статуи, гермы и бюсты. Всех работников возили в Архангельское и обратно ежедневно в «ветробусе» — грузовике со скамейками и тентом. Работа оплачивалась очень хорошо, и мы с Васей два раза в месяц приходили за зарплатой на Малую Бронную к Александру Николаевичу, человеку чудаковатому и очень симпатичному.
В начале 1930–х годов Рындзюнская работала в московском музее народов СССР, для которого выполнила портреты представителей союзных республик, среди них «Хакаска», «Якут» и др.
В 1934 году художница отправилась в творческую поездку в Таджикистан, результатом которой стал ряд работ, в том числе «Таджик-пограничник» и «Юная стахановка Мамлакат Нахангова». Рындзюнская изобразила идущую девушку в национальной одежде с улыбкой на лице, несущую в руках хлопок. Всего было создано несколько эскизов и портретов в гипсе, а позднее фигура была вырезана из розового гранита.
В 1937 году в Москве в залах ГИМ открылась всесоюзная Пушкинская выставка, приуроченная к 100-летию со дня смерти поэта. Рындзюнская представила свою работу — гипсовый бюст «Пушкин-лицеист», которая получила высокую оценку критиков.
В 1938 году Рындзюнская участвовала в выставке «Творчество женщин-скульпторов» с масштабной гранитной работой «Юная стахановка хлопковых полей Мамлакат Нахангова». Эту же работу она представила на Всесоюзной художественной выставке «Индустрия социализма».

Искусствовед Наталья Ивановна Соколова (1897—1981), в то время заведующая отделом газеты «Советское искусство», отозвалась о работе Рындзюнской так: 
Образы же Рындзюнской, напротив, как бы с трудом освобождаются из плена сковывающего их материала. Они лишь намечаются в каменной глыбе, словно не в силах оторваться от камня. Правда, в последней работе «Мамлякат», пленительной, как те восточные девушки, которых поэты сравнивали с цветком лотоса, Рындзюнская, в общем сохраняя принцип фронтальной композиции, добивается значительно большей динамики. Мамлякат доверчиво протянула руки и делает робкий шаг вперёд, в просторный мир. Эта работа знаменует собою прогресс в художественном мировоззрении Рындзюнской — скульптора большой культуры и принципиальности.

В конце 1930–х годов Рындзюнская создала серию монументальных произведений – бюстов выдающихся деятелей русской культуры Михаила Лермонтова (1939), Николая Гоголя (1938), а также портрет Василия Качалова (1939), который в 1940 году был показан на всесоюзной художественной выставке, проходившей в ГМИИ.

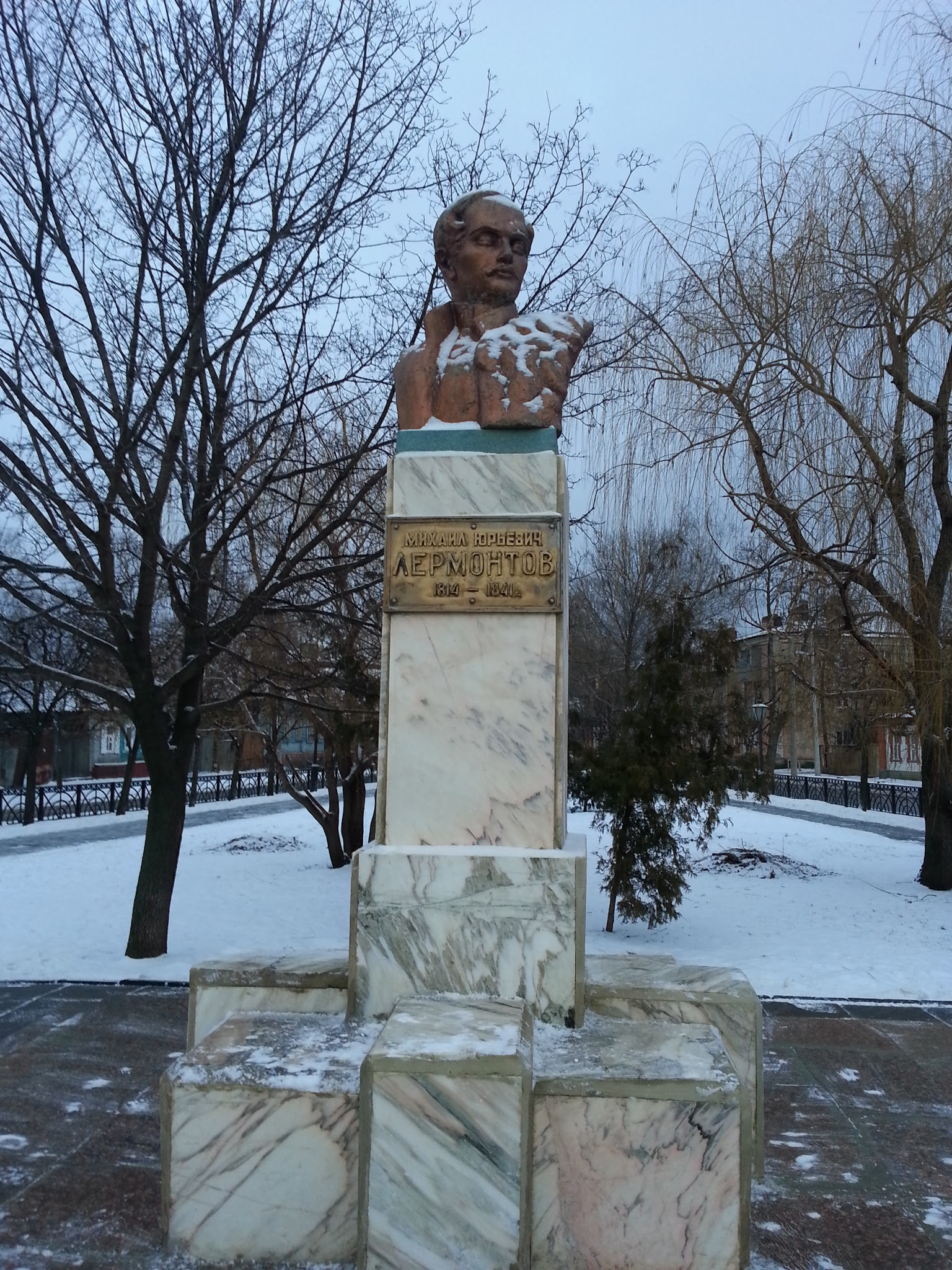
Памятник М.Ю. Лермонтову. Тамбов.

15 июля 1941 года в сквере города Тамбова состоялось открытие памятника работы Рындзюнской к 100-летнему юбилею гибели Михаила Лермонтова. Он стал первым советским памятником поэту и первым литературным памятником, установленным в Тамбове.

## 1940-е гг.
В военные годы скульптором был сознан портрет Героя Советского Союза Лизы Чайкиной, его гипсовый вариант экспонировался в 1942 году на выставке «Великая Отечественная война» в Третьяковской галерее. Работа была отмечена дипломом второй степени Комитета по делам искусств. В 1943 году портрет был переведен в мрамор и представлен на выставке «Героический фронт и тыл».
12 июля 1944 года в Государственной Третьяковской галерее открылась совместная выставка Марины Рындзюнской и живописцев Павла Корина и Василия Крайнёва. В отдельном зале экспонировались несколько десятков работ художницы, созданных с самого начала её творческой карьеры и полноценно представивших её творчество. Критики отмечали, что выставка свидетельствует о сложном, «неровном» характере работ скульптора: от «нарочитости и манерности» до одухотворенности и эмоциональной выразительности портретных работ.
Марина Давыдовна до последних дней работала с исключительным творческим подъёмом. Было необычайно трогательно видеть, как эта физически слабая женщина вырубала из камня монументальные статуи, полные внутренней силы.
 — писал искусствовед Б. Алексеев.
Скончалась 10 мая 1946 года. Похоронена на Армянском кладбище в Москве, участок № 6.

## Наследие
В 1947 году согласно завещанию Рындзюнской небольшая монографическая коллекция её произведений поступила в собрание Музея изобразительных искусств Республики Карелия. В её составе 30 скульптур, созданных в период 1910 — 1940-х годов. Часть работ была передана в 1968 году по приказу Министерства культуры СССР из Архива художественных произведений города Загорска.
Отдельные работы М. Д. Рындзюнской вошли в собрания музеев России: Государственной Третьяковской галереи, ГИМа, РОСИЗО, Всероссийского музея А.С. Пушкина, Русского музея, усадьбы «Тарханы», Астраханской картинной галереи имени П. М. Догадина и других.
Архив М. Д. Рындзюнской, состоящий из документов, писем, фотографий и других материалов, находится в РГАЛИ.

## Семья
- Муж — скульптор Александр Николаевич Златовратский.
- Брат — Григорий Давыдович Рындзюнский (1873—1937), юрист, присяжный поверенный, стоял у истоков Московского художественного театра: в 1898—1899 годах работал помощником заведующего конторой театра, в 1899—1902 годах — секретарём дирекции. С 1902 года снова занялся юридической практикой, сохраняя тесные контакты с театральной средой. Его жена Анна была дочерью Алексея Михайловича Кондратьева, главного режиссёра Малого театра.
  - Племянник — Павел Григорьевич Рындзюнский (1909—1993), историк, профессор, заслуженный деятель науки РСФСР[52][53][54].
- Двоюродный брат — врач-хирург, доктор медицины Михаил Давыдович Иссерсон[3].
  - Двоюродная племянница — Зинаида Иссерсон, врач-хирург, деятель здравоохранения.